# Osiek (Opole)
Pour les articles homonymes, voir Osiek.
Osiek est une localité polonaise de la gmina de Strzelce Opolskie, située dans le powiat de Strzelce en voïvodie d'Opole.